# El Ali (meteorite)
L'El Ali, noto anche come meteorite di El Ali, è un meteorite del peso di circa 15 tonnellate rinvenuto in Somalia, nella regione dell'Hiran. Conosciuto dalla popolazione locale da diverse generazioni, il meteorite, il nono per grandezza tra i meteoriti rinvenuti intatti sul nostro pianeta, è stato riconosciuto come tale, e quindi studiato, solo a partire dal settembre 2019.

## Scoperta e identificazione
Sito in una valle calcarea ricca di piccoli corsi d'acqua sotterranei situata circa 15 km a nord-ovest dalla città di El Ali, da cui prende il nome, il meteorite è noto alle comunità locali di pastori da un tempo compreso tra le cinque e le sette generazioni, tanto da essere menzionato in canzoni, danze e poesie appartenenti al folklore locale. Nel settembre 2019, esso è stato portato all'attenzione della comunità scientifica internazionale dal personale della Kureym Mining and Rocks Company, impegnato nella zona alla ricerca di opali, che, incuriosito dalla singolare natura della roccia e già sospettandone un'origine extraterrestre, ne ha inviato un campione da 90 grammi, faticosamente rimosso a colpi di mazza e scalpello, a Nairobi, in Kenya, perché fosse sottoposto ad analisi. Dato che il risultato della spettrofotometria XRF mostrava percentuali di ferro, nichel, magnesio, cobalto e alluminio rispettivamente del 44,28%, 44,97%, 5,54%, 1,80% e 1,40%, cosa decisamente insolita per una roccia proveniente da quella regione, all'inizio del 2021 il campione è stato suddiviso in tre campioni più piccoli che sono stati inviati a due università oltreoceano per una migliore caratterizzazione, in particolare, un campione da 20 grammi è stato spedito all'Università della California a Los Angeles, e due campioni, uno da 20 grammi e uno da 50, all'Università dell'Alberta.
Opportunamente levigati e quindi analizzati al microscopio, i campioni hanno rivelato la presenza delle figure di Widmanstätten, chiara prova della loro origine extraterrestre. Ulteriori analisi condotte nel 2022, tra cui osservazioni al microscopio elettronico, hanno permesso di classificare la roccia come meteorite ferroso appartenente al gruppo IAB e hanno portato alla scoperta di minerali mai osservati prima in natura, quali l'elaliite, l'elkinstantonite e l'olsenite, tutti e tre fosfati del ferro.

## Conservazione
Dopo il suo ritrovamento, nell'agosto del 2020 il meteorite è stato spostato a Mogadiscio dalla Kureym Mining and Rocks Company. Visto il clamore suscitato dalla scoperta, però, è stato in seguito preso in custodia dal governo somalo, il cui ministro delle riserve minerarie e del petrolio ne ha affidato lo studio al geologo Abdulkadir Abiikar Hussein. Nella sua valutazione, Hussein ha constatato un peso di 15150 kg e dimensioni pari a 205 × 128 × 100 cm, evidenziando inoltre che il meteorite presenta una superficie rosso-bruna con diversi incavi irregolari larghi qualche centimetro su un lato e qualche decimetro sul lato opposto. Hussein ha inoltre rilevato una peculiare usura della superficie che era rivolta verso l'alto al tempo della scoperta; tale porzione appare levigata a causa del frequente utilizzo che i pastori ne facevano per rinnovare il filo ai propri coltelli. Nonostante Hussein abbia consigliato al governo somalo di acquistare il meteorite e conservarlo, onde dare modo alla comunità scientifica somala e internazionale di poterlo studiare, quest'ultimo lo ha invece, in seguito, restituito alla Kureym Mining and Rocks Company. Al gennaio 2023, l'ubicazione della roccia è sconosciuta, essendo essa stata spedita in Cina, presumibilmente per essere venduta; alcuni piccoli campioni da essa ricavati sono custoditi presso le già citate Università dell'Alberta e della California a Los Angeles e presso l'Università dell'Arizona.